# Harrur
Harrur är en sjö i Arjeplogs kommun i Lappland och ingår i Skellefteälvens huvudavrinningsområde. Sjön har en area på 1,12 kvadratkilometer och ligger 440 meter över havet. Sjön avvattnas av vattendraget Harrurbäcken.
Namnet är samiskt och kan på svenska översättas med Harrsjön.

## Delavrinningsområde
Harrur ingår i det delavrinningsområde (730324-159753) som SMHI kallar för Utloppet av Harrur. Medelhöjden är 504 meter över havet och ytan är 14,2 kvadratkilometer. Det finns inga avrinningsområden uppströms utan avrinningsområdet är högsta punkten. Harrurbäcken som avvattnar avrinningsområdet har biflödesordning 2, vilket innebär att vattnet flödar genom totalt 2 vattendrag innan det når havet efter 227 kilometer. Avrinningsområdet består mestadels av skog (70 procent) och sankmarker (22 procent). Avrinningsområdet har 1,12 kvadratkilometer vattenytor vilket ger det en sjöprocent på 7,9 procent.